# Cova de Can Sadurní
La Cova de Can Sadurní o Cova de les Teixoneres, es troba a (Begues, Baix Llobregat), declarada bé cultural d'interès local.
Anomenada l'Espluga durant l'edat mitjana, està situada aproximadament a dos kilòmetres del centre urbà de Begues, a una altitud de 390 m. s.n.m., i la seva entrada actual es troba orientada cap al SE. La cova, situada dins del conjunt càrstic del Garraf, forma part de l'esmentat Pòlie de Begues. La totalitat del jaciment arqueològic, al qual pertany aquesta cova, està format també per una balma càrstica i un replà semi-circular d'uns 400 m² de superfície. La Cova de Can Sadurní mostra una gran seqüència estratigràfica que abarca des de la prehistòria fins a l'època romana. Els nivells d'hàbitat que presenten una major incidència però, són els corresponents al Neolític.

## Situació geogràfica i geològica
El pla de Begues, a on se situa la Cova de Can Sadurní, és una depressió càrstica generada per una dissolució de roques, procés anomenat carstificació, que va tenir lloc en un context tectònic de distensió. Per la seva part, el Poliè de Begues va ser format per la coalescència de formes menors, dolines i uvales, sent capturat posteriorment per la riera de Begues.
El sòl geològic on es va formar el jaciment està compost per materials quaternaris d'origen fluvio-càrstic i al·luvionar, dipositats damunt d'una base de calcàries, gresos i argiles del Triàsic mitjà i superior.

## Descobriment i historiografia del jaciment
La cova va ser descoberta l'any 1945 pel senyor Sadurní Vendrell, en el context de la postguerra espanyola, moment en el qual les coves eren aprofitades pel cultiu de xampinyons. S'hi realitzaren treballs de buidament de la cova per l'esmentat cultiu, la qual cosa va permetre el descobriment d'alguns materials arqueològics que van ser lliurats al Museu Arqueològic de Barcelona i al Museu de Vilafranca del Penedès. Quan es va comprovar que la cova no era apte pel cultiu de xampinyons va ésser abandonada.
Durant les dècades dels anys 60 i 70 la cova va ser objectiu de diversos saquejadors, fruits d'aquests esdeveniments van ser les rases trobades als inicis de les excavacions modernes. L'any 1975 van realitzar una petita cata de poca profunditat.
És l'any 1978 quan s'inicien les excavacions arqueològiques de manera sistemàtica i legal al jaciment, de la mà del Grup de Recerques Arqueològiques de Gavà, avalat per la Universitat de Barcelona. Des d'aleshores s'han dut a terme un seguit de campanyes d'excavació essent el projecte més actual dins el qual estan emmarcades, des de l'any 2005, l'anomenat: “La Prehistòria al sud-est del Llobregat, de la costa al massís de Garraf-Ordal”.

## Estratigrafia i cronologia
La Cova de Can Sadurní comprèn una estratigrafia conformada per 27 capes i una profunditat de 4 m. convertint-la en la cova amb l'estratigrafia més completa dels països catalans. En funció de la distinció morfològica de les capes de sediment en funció del seu color i textura s'ha dut a terme la lectura estratigràfica de la cova. A continuació es detallen els quatre estrats diferenciats, i les capes que els conformen:

### Estrat superficial
Compost per les capes 1 a 3, es tracta de l'estrat resultat de les actuacions incontrolades dutes a terme abans de les excavacions legals a la cova.

### Estrat I
Compost per les capes 4 a 10, es tracta d'un estrat on es poden diferenciar diferents moments cronològics d'ocupació, essent el més recent el període Alt-imperial romà (capa 4) i el més antic el Neolític Mitjà Postcardial 2.

### Estrat II
Compost per les capes 11 i 11b, es tracta d'un estrat format a partir de l'entrada de grans masses d'aigua amb terra que varen ésser aportades a l'interior de la cova com a resultat d'un període climàtic de grans pluges. Cronològicament ha estat atribuït al Neolític Postcardial 1.

### Estrat III
Està format per les capes 12 a 18 i cronològicament ha estat atribuït al Neolític antic. A la capa 18, es troba un dipòsit d'inhumacions atribuïble al Neolític Cardial Ple.

### Estrat IV
El constitueixen les capes 19 a 22. Cronològicament, les capes 19 i 20 han estat adscrites al Mesolític d'Osques i Denticulats (Fullola et al. citat a Edo et al. 2011); la capa 21 a l'Epipaleolític Geomètric i la capa 21 E6 a l'Epipaleolític Microlaminar. La capa 22 encara està pendent d'excavar.
S'han realitzat un total de 29 anàlisis de datació absoluta mitjançant la tècnica del C14, sobre diferents mostres antracològiques i òssies, els quals han permès obtenir la cronologia absoluta d'11 capes.

## Troballes arqueològiques i contextualització socio-econòmica
A continuació es detallen les troballes arqueològiques classificades de manera cronològica dins de les seves corresponents etapes culturals (Edo et al. 2011).

### Epipaleolític microlaminar
El registre arqueològic d'aquest període està format per restes faunístiques (92%) conformades per conill en gran abundància i cèrvids i càprids amb menys representació; restes lítiques tallades amb tècnica microlaminar (8%), la matèria primera de les quals és majoritàriament el sílex i en menor quantitat el quars. Tanmateix s'han trobat escasses restes d'utillatges i ornaments (<1%). S'ha registrat també l'existència d'una estructura de combustió. Aquest registre s'ha interpretat com una ocupació de la cova de recurrència encara imprecisa.

### Epipaleolític geomètric
En aquest període les restes de fauna continuen sent les més abundants (72%) amb una gran representació de conills i llebres, seguit de caprins, cèrvids i suids, juntament amb mamífers de gran talla com els bòvids i els èquids. S'hi troben restes de talla lítica pertanyent a l'Epipaleolític geomètric la matèria primera més abundant de les quals és el sílex, seguit del quars i la pissarra. Hi ha una escassa abundància de peces amb còrtex la qual cosa pot indicar que el pas de la cadena operativa de la preparació del nucli per a la talla es podia dur a terme en un altre espai de la cova sense excavar, o bé a l'exterior, el que permetria especificar zones de treball diferenciades. S'ha trobat una gran variabilitat d'estris lítics com gratadors, denticulars, percussors, esmoladors i allissadors, D'altra banda s'han trobat agulles elaborades amb os i fragments de materials metàl·lics que tindrien la funció d'encenedors. El fet d'haver-se registrat aquesta gran variabilitat d'útils s'ha interpretat com una ocupació en episodis estacionals producte d'una economia diversificada i d'ampli espectre.

### Mesolític d'osques i denticulats
El registre arqueològic d'aquest període és molt pobre, essent conformat per lítica tallada de la tipologia d'osques i denticulats, una espàtula d'os, una dena de collaret i un ocre.

### Neolític antic cardial plè
En aquest període, s'han trobat 5 inhumacions primàries pertanyents a un adult robust, un adult, un subadult i dos infantils (Blasco et al. 2005). El seu aixovar estava compost per restes d'ovicaprins; vasos ceràmics plens de llavors d'espelta, ordi i blat, amb decoració impresa la immensa majoria (80%), tot i que també n'hi ha amb decoració cordada (15%) i incisa (5%); un conjunt d'objectes d'ornament conformat per petxines; i objectes fabricats amb os, com una cullera i un punxó triangular.
Quant a les restes lítiques trobades, les mateixes són poc específiques. Es tracta d'una indústria lítica laminar de sílex i jaspi a proporcions més o menys semblants (46% i 43% respectivament). Tanmateix, va aparèixer la mà d'un molí barquiforme per a la molta de cereals.

### Neolític antic cardial final
Les restes de fauna en aquest període són les més abundants i s'han trobat evidències d'estabulació. La ceràmica està poc representada, i les restes trobades estan decorades amb motius cardials i impresos. Quant a la indústria lítica creix el nombre de raspadors i apareixen noves eines com burins i perforadors pel treball de matèries toves, la qual cosa indica una ampliació i diversificació del treball de matèries primeres. Tanmateix s'han trobat restes antracològiques que demostren que la vegetació de l'entorn en aquesta època estava composta per l'alsina, el margalló, l'aladern, el llentiscle, l'arboç i l'ullascle (Blasco et al. 1999).
Aquest període ha estat interpretat com un assentament agro-pecuari de caràcter estable, en el qual s'han dut a terme estabulacions de ramat a l'interior de la cavitat.

### Neolític Postcardial
Dins aquest període s'han determinat tres moments d'ocupació, anomenats NP0, NP1 i NP2. En aquests períodes es constata un augment d'eines lítiques relacionades amb tasques agrícoles, i es troben eines relacionades amb el tractament de la fusta, la pell i la cacera. En el pas del NP0 al NP1 s'observa un augment en l'ús del quars com a matèria primera en detriment del sílex. Tanmateix s'usen les pissarres esquistes i corneanes per a la fabricació dels útils per treballar la fusta. Per una altra banda, també s'han trobat eines relacionades amb la mineria, possiblement pel processament de la variscita de les mines de can tintorer.
Pel que fa a la ceràmica, les seves restes s'han atribuït per una banda a l'estil Molinot (decoració amb crestes aplicades de secció triangular i pasta que pot ser reduïda o oxidant, i per una altra a l'estil Montboló (ceràmica llissa, negra, fina i brunyida).
S'han trobat també unes 300 restes humanes, la qual cosa indica que la cova va ser usada en algun moment d'aquest període com a lloc d'enterrament.
Durant el NP2, la cova es converteix en un veritable assentament estable, intensificant-se les pràctiques agrico-ramaderes i les pràctiques mineres. A aquest moment d'ocupació s'han associat tres sitges localitzades a l'exterior de la cova, evidència que recolza el fet de l'estabilitat de l'assentament.

### Neolític final - Calcolític
En aquest període, la cova va passar a convertir-se en un lloc d'enterrament dels individus que estaven assentats a la plana, per la qual cosa s'han trobat nombroses restes humanes. El dipòsit d'inhumació era primari i successiu. Sembla, que la cova va ser utilitzada com una vertadera necròpolis. Entre els aixovars estudiats, es destaca la presència de ceràmiques veracianes amb aplicacions plàstiques i de ceràmiques pertanyents a l'estil de Vasos de Carena Alta. Tanmateix hi ha multitud d'ornaments personals fabricats amb canins de suids i carnívors, denes de cal·laita, i penjols d'os i malacofauna. També apareixen objectes catalogats com de prestigi: els botons de perforació en V. Quant a restes lítiques es destaquen les puntes de fletxa.

### Bronze inicial
Es recupera la cova com a lloc d'hàbitat. S'hi troben restes ceràmiques pertanyents a l'estil epicampaniforme. Les restes lítiques i d'os són molt escasses, destacant-se els macroútils lítics, entre els quals s'ha trobat un fragment de destral.

### Bronze final IIIA
En aquest període s'hipotetitza que la cova es torna a utilitzar com a sepulcre funerari. S'han trobat un total de 5 urnes funeràries, puntes mailhacianes i fragments ceràmics del grup Bora Tuna. Segurament el grup humà estigués assentat a la vall de Beques i diposités les cendres dels seus morts a la cova.

### Bronze final IIIB
D'aquest període s'han trobat en excavació solament dos fragments ceràmics. La resta d'objectes han estat estudiats de la col·lecció provinent del Museu Víctor Balaguer de Vilanova i la Geltrú. Entre aquests es troben diverses puntes de fletxa i fragments ceràmics pertanyents al grup Bora Tuna.

### Ibero-romà
Per acabar, en l'estrat I s'han trobat monedes ibèriques datades del segle ii aC i fragments ceràmics de terra sigillata paleocristiana i altres tipus de ceràmiques pròpies d'època ibèrica (Blasco et al. 1981).